# Iliá Piatetski-Shapiro
Iliá Piatetski-Shapiro, (Moscú, 30 de marzo de 1929 - Tel Aviv, 21 de febrero de 2009), fue un profesor y matemático.
Bien conocido por las contribuciones a la teoría de series de Fourier, delimitadas a un dominio homogéneo y grupos discretos asociados, formas automórficas, y geometría algebraica. Nacido en una familia judía en la Unión Soviética, emigró a Israel. Ocupó puestos de profesores en la Universidad de Tel Aviv y en la Universidad Yale. 
Fue galardonado con el Premio Wolf en matemática en 1990.